# WarMUX
WarMUX (originariamente Wormux) è un videogioco libero e multipiattaforma, clone di Worms del 1995.
Il gioco venne pubblicato nel dicembre 2002 come Wormux e in seguito rinominato nel novembre 2010, l'ultima versione del gioco è la 11.04.1 del 28 aprile del 2011.

## Caratteristiche
Ogni giocatore controlla una squadra a sua scelta e a turni si deve cercare di distruggere la squadra avversaria.
I protagonisti sono le mascotte dei programmi liberi più famosi (Tux, Mozilla Firefox, GNU, ecc.).